# ميغومي يوكوياما (ممثلة)
ميغومي يوكوياما (باليابانية: 横山めぐみ؛ بالكانا: よこやま めぐみ) هي ممثلة يابانية، ولدت في 2 سبتمبر 1969 في توشيما في اليابان.

## وصلات خارجية
- الموقع الرسمي
- ميغومي يوكوياما على موقع IMDb (الإنجليزية)
- ميغومي يوكوياما على موقع قاعدة بيانات الفيلم (الإنجليزية)